# Montmorin (Hautes-Alpes)
Montmorin ist eine Ortschaft und eine ehemalige französische Gemeinde mit 82 Einwohnern (Stand: 1. Januar 2022) im Département Hautes-Alpes in der Region Provence-Alpes-Côte d’Azur. Sie gehörte zum Kanton Serres im Arrondissement Gap.
Mit Wirkung vom 1. Juli 2017 wurden die ehemaligen Gemeinden Bruis, Montmorin und Sainte-Marie zur Commune nouvelle Valdoule zusammengeschlossen und haben in der neuen Gemeinde der Status einer Commune déléguée. Der Verwaltungssitz befindet sich im Ort Bruis.

## Geographie
An der Südflanke der Montagne de l’Aup, im Osten von Montmorin, entspringt der Fluss Oule. Der Ort grenzt im Norden an Valdrôme, im Osten an L’Épine, im Süden an Ribeyret, im Südwesten an Moydans und im Westen an die Ortschaft Bruis.

## Bevölkerungsentwicklung
| Jahr      | 1962 | 1968 | 1975 | 1982 | 1990 | 1999 | 2008 | 2012 |
| --------- | ---- | ---- | ---- | ---- | ---- | ---- | ---- | ---- |
| Einwohner | 134  | 112  | 109  | 95   | 87   | 84   | 89   | 93   |

## Sehenswürdigkeiten
- Château de Montmorin, Monument historique

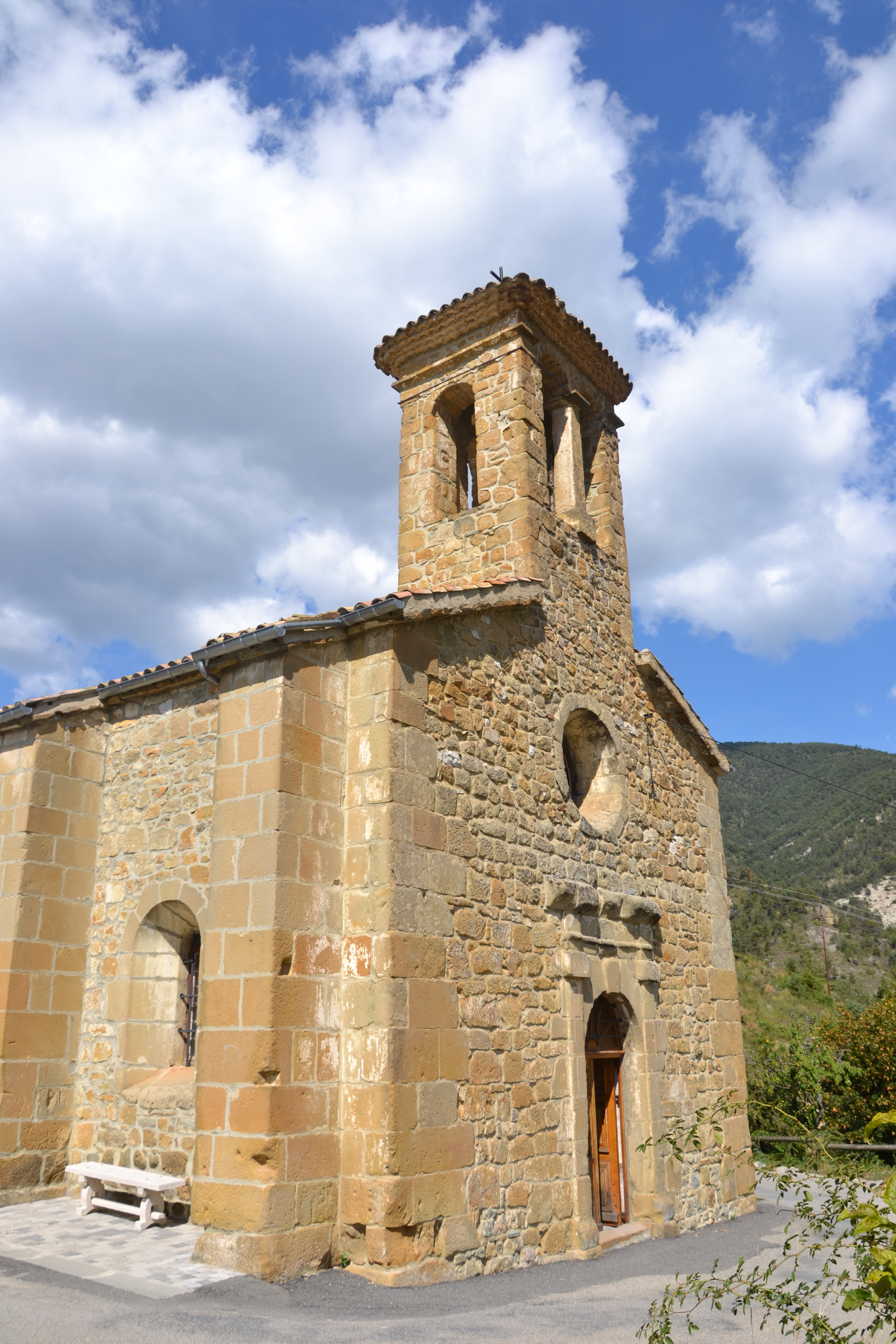
Kirche Saint-Arnoul
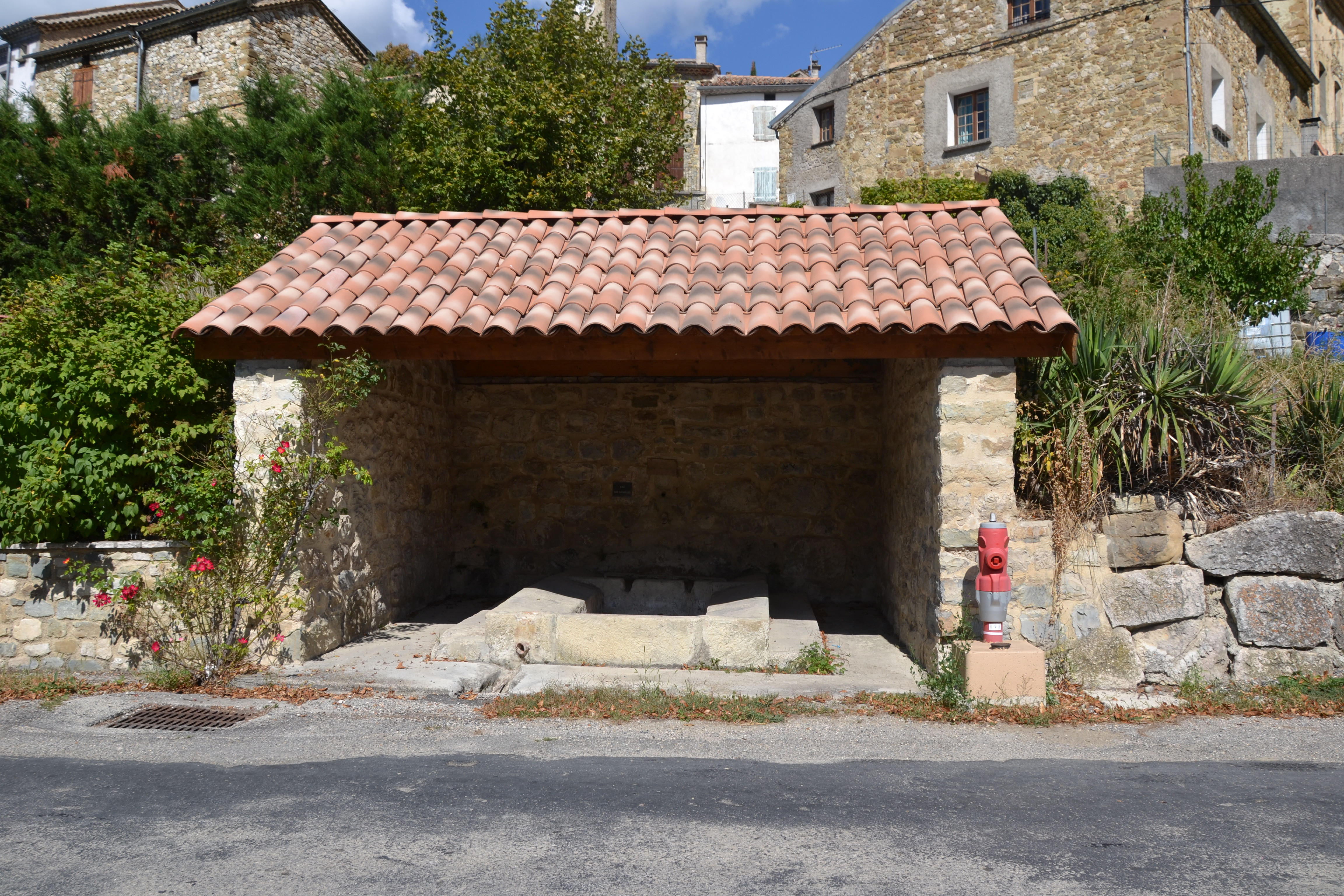
Ehemaliges Waschhaus
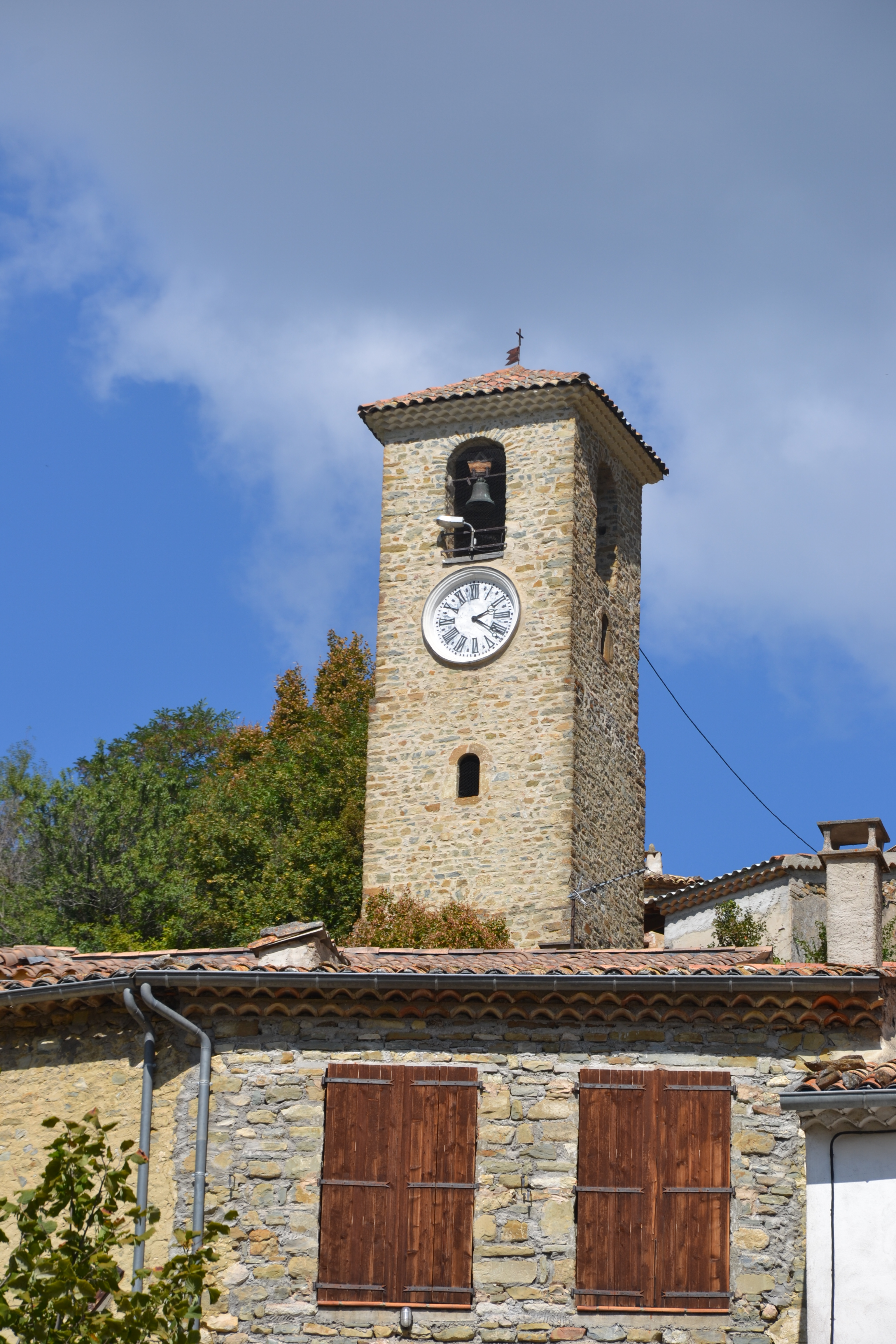
Uhrenturm